# Шаповал Андрій Іванович
Шаповал Андрій Іванович (18 листопада 1966 р.н.) — український історик, джерелознавець, архівознавець, бібліограф, співробітник Національної бібліотеки України імені В. І. Вернадського НАН України, де завідує відділом археографії Інституту архівознавства.

## Освіта та науковий ступінь
Закінчив із золотою медаллю Лисичанську середню школу№ 27 (1984), згодомм з відзнакою — історичний факультет (1991) Київського національного університету імені Тараса Шевченка. Навчався в аспірантурі при Київському національному лінгвістичному університеті (2009), науковий керівник — доктор історичних наук І. В. Срібняк. 2010 року захистив дисертацію «Громадсько-політична та наукова діяльність Дмитра Антоновича», за що отримав науковий ступінь кандидата історичних наук, спеціальність 07.00.01 — Історія України (Чернігівський національний педагогічний університет імені Т. Г. Шевченка). У 2015 році присвоєно вчене звання старшого наукового співробітника за спеціальністю «книгознавство, бібліотекознавство, бібліографознавство».
2021 року в Національній бібліотеці України імені В. І. Вернадського захистив докторську дисертацію на тему «Володимир Миколайович Перетц (1870—1935) як вчений-українознавець, археограф, бібліограф, бібліофіл та дослідник рукописних і книжкових пам'яток» за спеціальністю «книгознавство, бібліотекознавство, бібліографознавство» (pdf:  [Архівовано 26 лютого 2022 у Wayback Machine.]), науковий консультант — доктор історичних наук, член-кореспондент НАН України Л. А. Дубровіна.

## Наукові доробки

Варвара Адріанова

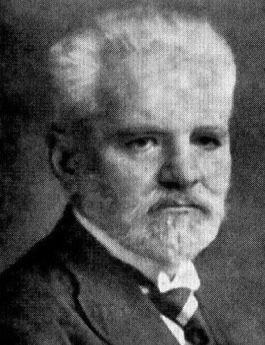
Дмитро Антонович

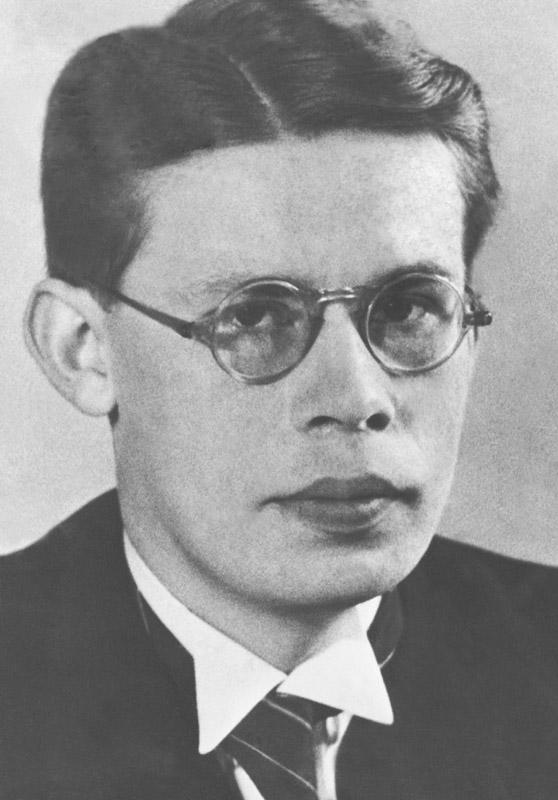
Микола Боголюбов

Олександр Кухтенко

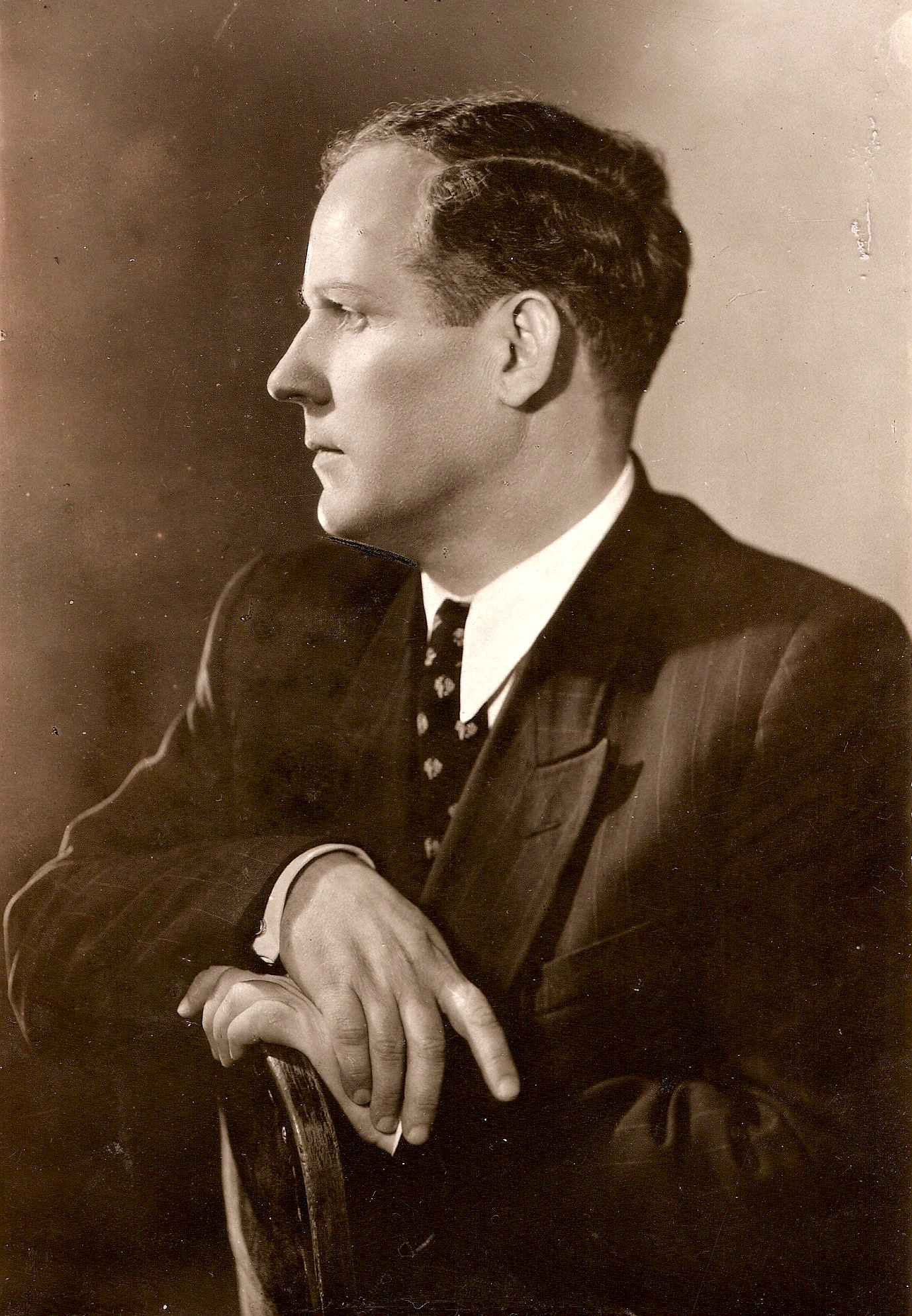
Олександр Маркевич

Сергій Парамонов

Володимир Перетц

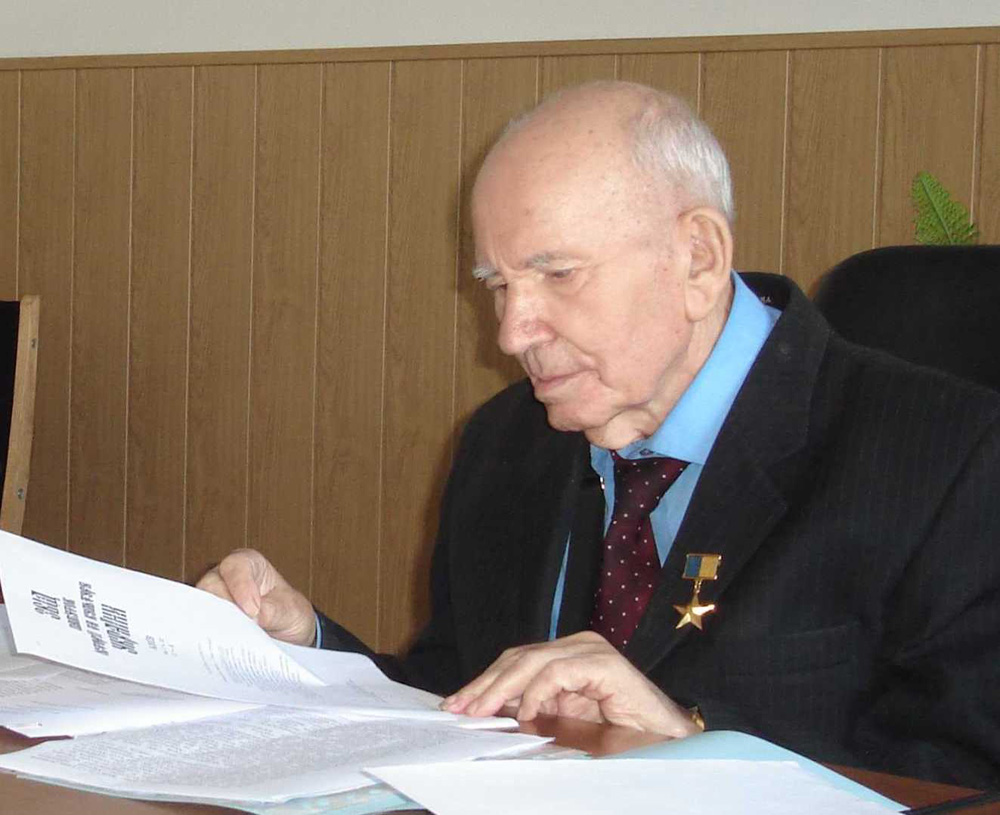
Петро Тронько

Автор 180 наукових праць, зокрема декількох монографій і джерелознавчих покажчиків.
За матеріалами кандидатської дисертації видано монографію:
- Шаповал, А. І. 2012. Дмитро Антонович: життя та діяльність. — Миронівка: ПрАТ «Миронівська друкарня», 1—348.

Результати докторської дисертації презентовано у монографії:
- Шаповал, А. 2020. Володимир Миколайович Перетц як вчений-українознавець, дослідник рукописної та книжкової спадщини у світлі епістолярних джерел. Київ: НБУВ, НАН України. 1–596. (пдф  [Архівовано 14 лютого 2022 у Wayback Machine.])

Фахівець у галузі історії розвитку природознавства. Автор унікальних розробок щодо біографії та наукового спадку Сергія Парамонова, зокрема й монографічної праці про цього дослідника:
- Шаповал, А. І. 2014. Особовий фонд Сергія Яковича Парамонова як джерело дослідження біографії та наукової діяльності вченого. Рукописна та книжкова спадщина України, 18: 91–112.
- Шаповал, А. І. 2016. Документи С.  Я. Парамонова у фондах Національної бібліотеки України ім. В. І. Вернадського: джерелознавче дослідження. НБУВ НАН України, Київ, 1–352.

Презентація видання про Парамонова пройшла в НБУВ 03.11.2017 18 жовтня 2017 року в Інституті архівознавства Національної бібліотеки України імені В. І. Вернадського. Репортаж з цієї події вміщено на вебсайті НАН України.
- Шаповал, А. 2020. Володимир Миколайович Перетц як вчений-українознавець, дослідник рукописної та книжкової спадщини у світлі епістолярних джерел [Архівовано 14 лютого 2022 у Wayback Machine.]. Київ: НБУВ, НАН України. 1–596.

Співавтор наукових монографій та збірників:
- Дмитро Антонович і українське мистецтвознавство. 130-літтю від дня народження Д. Антоновича присвячується. Прага, 2009. 234 с.
- Україна-Чехія: історія та сьогодення. Одеса: ВМВ, 2013. 320 с.
- Інститут архівознавства Національної бібліотеки України імені В. І. Вернадського: формування та дослідження Архівного фонду Національної академії наук (2000—2020). Київ: НБУВ, 2021. 350 с. URL: http://irbis-nbuv.gov.ua/everlib/item/er-0004199
- •	Документні та інформаційно-довідкові комплекси архівів НАН України : створення та інтегрування до системи історичних знань про українську науку. Київ : НБУВ, 2023. 296 с. URL: http://irbis-nbuv.gov.ua/everlib/item/er-0004809

Перелік окремих особистостей, щодо яких Андрієм Івановичем проведено відповідні історичні розвідки і опубліковано праці:
- Адріанова-Перетц Варвара Павлівна, 1888—1972 (літературознавець, фольклорист, театрознавець, мовознавець, текстолог, бібліограф)
- Антонович Дмитро Володимирович, 1877—1945 (історик мистецтва й театру, політичний діяч)
- Боголюбов Микола Миколайович (старший), 1909—1992, академік (математик, механік, фізик-теоретик)
- Клименко Пилип Васильович, 1887—1955 (історик, джерело- й архівознавець)
- Кухтенко Олександр Іванович, 1914—1994, академік (механіка та технічна кібернетика)
- Маркевич Олександр Прокопович, 1905—1999, академік (біолог, паразитолог)
- Парамонов Сергій Якович, 1894—1967 (біолог, ейдолог, історик, літератор)
- Перетц Володимир Миколайович, 1870—1935 (літературознавець, філолог, історик, теоретик літератури, текстолог)
- Трефілов Віктор Іванович, 1930—2001, академік (фізик і матеріалознавець)
- Тронько Петро Тимофійович, 1915—2011, академік (історик, голова редколегій «Історії міст і сіл Української РСР» та «Реабілітовані історією»)
- Холодний Микола Григорович, 1882—1953, академік (ботанік, фізіолог, мікробіолог, еколог, історик науки та філософ)

## Окремі наукові статті
- (2010) Особовий фонд академіка В. І. Трефілова в Інституті архівознавства Національної бібліотеки України імені В. І. Вернадського / А. І. Шаповал // Рукописна та книжкова спадщина України. — 2010. — Вип. 14 .
- (2012) Документи особового фонду академіка О. П. Маркевича як джерело вивчення його співпраці з чехословацькими вченими // Пам'ятки: археографічний щорічник. — К., 2012. — Т. 13. — С. 226—245.
- (2012) Особовий фонд академіка О. І. Кухтенка як джерельна база дослідження життя та діяльності вченого // Рукописна та книжкова спадщина України. — 2012. — Т. 16. — С. 51–65.
- (2012) Співпраця Михайла Антоновича з Українським історично-філологічним товариством у Празі / А. І. Шаповал // Архіви України. — 2012. — № 4(280). — C. 88-99 .
- (2013) Архівна спадщина видатних вчених-зоологів / А. Шаповал // Пам'ятки. — 2013. — Т. 14. — C. 202—211 .
- (2013) До історії формування ентомологічної колекції в Інституті зоології НАН України (листування вчених-зоологів В. Г. Доліна та В. М. Лазарка) // Рукописна та книжкова спадщина України. — 2013. — Т. 17. — С. 572—602.
- (2013) Документальна спадщина історика Пилипа Васильовича Клименка / А. Шаповал // Ніжинська старовина. — 2013. — Вип. 15. — C. 133—143.
- (2013) Документна спадщина як складник біографічного дослідження (За матеріалами особового фонду академіка О. П. Маркевича) / А. Шаповал // Наукові праці Національної бібліотеки України ім. В. І. Вернадського. — 2013. — Вип. 37. — C. 660—676 .
- (2014) Особовий фонд Сергія Яковича Парамонова як джерело дослідження біографії та наукової діяльності вченого // Рукописна та книжкова спадщина. — К., 2014. — Вип. 18. — С. 91–112.
- (2014) Особові фонди зоологів у Інституті архівознавства НБУВ: нові надходження та їх інформаційний потенціал / А. Шаповал // Наукові праці Національної бібліотеки України ім. В. І. Вернадського. — 2014. — Вип. 40. — C. 371—382 .
- (2014) Особові фонди зоологів у Інституті архівознавства НБУВ: нові надходження та їх інформаційний потенціал // Наукові праці Національної бібліотеки України імені В. І. Вернадського. — К., 2014. — Вип. 40. — С. 371—383.
- (2015) Архів академіка П. Т. Тронька в Інституті архівознавства НБУВ: формування та склад / А. І. Шаповал, Ю. В. Булгаков // Архіви України. — 2015. — № 5-6. — C. 166—181 .
- (2015) Архівна спадщина академіка НАН України П. Т. Тронька: краєзнавчий аспект / А. Шаповал, Ю. Булгаков // Краєзнавство. — 2015. — № 3-4. — C. 19-26 .
- (2015) Документальна спадщина академіка НАН України П. Т. Тронька / А. І. Шаповал, Ю. В. Булгаков // Рукописна та книжкова спадщина України. — 2015. — Вип. 19. — C. 56-68.
- (2015) Колекція документів вчених-ботаніків в Інституті архівознавства Національної бібліотеки України імені В. І. Вернадського / А. Шаповал // Пам'ятки. — 2015. — Т. 15-16. — C. 213—221 .
- (2016) Документи українського ученого С. Я. Парамонова у фондах Національної бібліотеки України імені В. І. Вернадського: розміщення, склад, знахідки / А. І. Шаповал // Архіви України. — 2016. — № 1. — C. 123—145 .
- (2016) Епістолярна спадщина академіка В. М. Перетца у фондах Інституту архівознавства Національної бібліотеки України імені В. І. Вернадського / А. Шаповал // Наукові праці Національної бібліотеки України імені В. І. Вернадського. — 2016. — Вип. 44. — C. 668—683.
- (2016) Наукова спадщина С. Я. Парамонова у фондах Національної бібліотеки України імені В. І. Вернадського / А. Шаповал // Бібліотечний вісник. — 2016. — № 3. — C. 33-39 .
- (2017) Листи видатних літературознавців В. М. Перетца і В. П. Адріанової-Перетц до письменника і історика І. Ф. Єрофеєва / А. І. Шаповал // Архіви України. — 2017. — № 1. — C. 220—241 .
- (2017) Участь В. П. Адріанової-Перетц в українському науковому житті: епістолярний дискурс (до 130-річчя від дня народження вченої) / А. І. Шаповал // Рукописна та книжкова спадщина України. — 2017. — Вип. 21. — C. 536—563.
- (2018) Історія видання збірника на пошану академіка О. І. Соболевського у світлі листування В. М. Перетца / А. Шаповал // Наукові праці Національної бібліотеки України імені В. І. Вернадського. — 2018. — Вип. 50. — C. 466—484.
- (2018) Епістолярна спадщина В. П. Адріанової-Перетц в архівах України / А. І. Шаповал // Архіви України. — 2018. — № 2-3. — C. 227—247.
- (2018) Наукова співпраця В. М. Перетца та М. І. Петрова через призму епістолярних джерел / А. І. Шаповал // Рукописна та книжкова спадщина України. — 2018. — Вип. 22. — C. 128—140 .
- (2018) Співпраця В. М. Перетца з Науковим товариством імені Шевченка через призму листів ученого до М. С. Грушевського / А. І. Шаповал // Архіви України. — 2018. — № 5-6. — C. 117—134.
- (2018) Співпраця академіка В. М. Перетца за європейськими вченими (за епістолярними документами) / А. Шаповал // Evropský filozofický a historický diskurz [Європейський філософський та історичний дискурс]. Praha, 2018. Svazek 4, 4 vydání. S. 36–43.
- (2019) Листування академіка В. М. Перетца з вченими Чехословаччини / А. Шаповал // Evropský filozofický a historický diskurz [Європейський філософський та історичний дискурс]. Praha, 2019. Svazek 5, 1 vydání. S. 27–33.
- (2019) «Тільки у Вас я знайшов відгук на ті зацікавлення, які остоточно заволоділи мною»: з листів В. М. Перетца до П. Г. Житецького / А. І. Шаповал // Рукописна та книжкова спадщина України. — Київ, 2019. — Вип. 23. — С. 85–102.
- (2019) Співпраця Д. І. Абрамовича з Всеукраїнською академією наук через призму епістолярних документів / А. Шаповал // Київські історичні студії: наук. журнал. — Київ: Київ. ун-т ім. Б. Грінченка, 2019. — № 1 (8). — С. 92–100.
- (2019) Документи академіка М. М. Боголюбова в архівних фондах Національної бібліотеки України імені В. І. Вернадського / А. І. Шаповал, С. В. Старовойт // Рукописна та книжкова спадщина України. — Київ, 2019. — Вип. 24. — С. 71–86.
- (2019) Діяльність В. М. Перетца в Українському науковому товаристві в Києві через призму листів вченого до М. С. Грушевського / А. Шаповал // Evropský filozofický a historický diskurz [Європейський філософський та історичний дискурс]. Praha, 2019. Svazek 5, 3 vydání. S. 40–53.
- (2019) Співпраця академіків В. М. Перетца та М. С. Возняка у світлі епістолярних документів / А. Шаповал // Київські історичні студії: наук. журнал. — Київ: Київ. ун-т ім. Б. Грінченка, 2019. — № 2 (9). — С. 102—112.
- (2019) Листи В. М. Перетца до В. М. Гнатюка за 1902—1925 роки / А. І. Шаповал // Архіви України. — 2019. — № 4. — С. 227—245.
- (2019) Співпраця академіка В. М. Перетца з Науковим товариством імені Шевченка к Львові в 1920-ті — на початку 1930-х років (за епістолярними документами) / А. Шаповал // Evropský filozofický a historický diskurz [Європейський філософський та історичний дискурс]. Praha, 2019. Svazek 5, 4 vydání. S. 71–79.

- (2020) Переслідування академіка В. М. Перетца та критика його філологічної школи на початку 1930-х років (за архівними документами / А. І. Шаповал // Рукописна та книжкова спадщина України. — Київ, 2020. — Вип. 25. — С. 52–68. — doi: https://doi.org/10.15407/rksu.25.052

- (2020) Шлях В. М. Перетца до Університету святого Володимира в Києві: епістолярний дискурс (до 150-річчя від дня народження вченого) / А. Шаповал // Київські історичні студії: науковий журнал. — Київ, 2020. — № 1 (10). — С. 134—142. DOI: https://doi.org/10.28925/2524-0757.2020.1.18

- (2020) Діяльність Д. І. Абрамовича в Комісії давнього українського письменства Всеукраїнської академії наук через призму епістолярних документів / А. Шаповал // Наукові праці Національної бібліотеки України імені В. І. Вернадського. — Київ, 2020. — Вип. 59. — С. 298—313. — Режим доступу: http://np.nbuv.gov.ua/doc/npnbuimviv_2020_59_23

- (2022) Епістолярна спадщина академіка Миколи Холодного: сюжети листів воєнної доби та останніх років життя (1941—1953) / А. Шаповал // Наукові праці Національної бібліотеки України імені В. І. Вернадського. — Київ, 2022. — Вип. 63. — С. 204—220. — Режим доступу: http://np.nbuv.gov.ua/doc/npnbuimviv_2022_63_17

- (2023) Листування О. Назаревського з В. Перетцем у рамках діяльності Комісії давнього українського письменства / А. І. Шаповал // Рукописна та книжкова спадщина України. — 2023. — Вип. 31. — С. 178—201. — URL: http://irbis-nbuv.gov.ua/everlib/item/er-0004769

## Відзнаки
2017 року праця, підготовлена за участі А.  Шаповала, посіла перше місце в конкурсі «Всеукраїнський бібліотечний „Біографічний рейтинг“» в номінації «Джерела біографії»:
- Особові архівні фонди вчених НАН України в Інституті архівознавства Національної бібліотеки України імені В. І. Вернадського: путівник / авт. та упоряд.: С. В. Старовойт, А. І. Шаповал, Ю. В. Булгаков [та ін.] ; редкол.: Л. М. Яременко (відп. ред.) [та ін.] ; Національна академія наук України, Національна бібліотека України імені В. І. Вернадського, Інститут архівознавства. — Київ, 2017. — 710 с.

2021 року монографія А. Шаповала «Володимир Миколайович Перетц як вчений-українознавець, дослідник рукописної та книжкової спадщини у світлі епістолярних джерел» на Конкурсі на краще книжкове видання НАН України отримала Диплом лауреата у номінації «Монографічні видання. Суспільно-гуманітарний напрям» (новина на сайті www.nas.gov.ua  [Архівовано 27 березня 2022 у Wayback Machine.]).
2023 року нагороджено Почесною грамотою Президії НАН України за значні здобутки у формуванні особових архівних фондів діячів української науки і культури.

## Наукові профілі дослідника
- orcid: Андрей Шаповал [Архівовано 14 жовтня 2019 у Wayback Machine.]
- НБУВ: ШАПОВАЛ Андрій Іванович, завідувач відділу. Інститут архівознавства. Відділ археографії [Архівовано 14 жовтня 2019 у Wayback Machine.]
- НБУВ: НАУКОВЦІ УКРАЇНИ [Архівовано 15 жовтня 2019 у Wayback Machine.]
- Гугл-академія: андрій шаповал